# Nocky Djedanoum
 (février 2025).
Œuvres principales
L'étonnante résistance de la littérature africaine ; Amours de villes, les villes africaines

Nocky Djedanoum né le 10 juillet 1959 à  Gounou Gaya, dans le sud du Tchad, est un journaliste diplômé de l'École Supérieure de Journalisme de Lille (ESJ) et écrivain tchadien. Il est le cofondateur et le directeur du Fest'Africa, les rencontres littéraires et artistiques avec les créateurs d'Afrique et de la diaspora noire.

## Biographie

### Formation et Carrière
Après avoir obtenu son diplôme universitaire de technologie ( DUT) en journalisme en 1988 à Bordeaux. Nocky s'installe cette fois-ci à Lille où il poursuit ses études et obtient le diplôme de l'École Supérieure de Journalisme de Lille (ESJ) en 1991. Puis une année plus tard 1992, il décroche le Diplôme d'études supérieures spécialisées.
En 1992, Nocky Djedanoum fonde avec l'ivoirienne Maïmouna Coulibaly, également étudiante en journalisme l'association Arts et médias d’Afrique (AMA) ainsi que le festival Lettres d’Afrique, qui devient deux plus tars en 1994, Fest’Africa.
En 1998, dans le cadre d'un projet baptisé " Écrire par devoir de mémoire " Nocky emmène en résidence au Rwanda, dix écrivains, deux cinéastes et un sculpteur. De cette initiative né plusieurs œuvres littéraires et cinématographiques,,.